# Gottfried Taubert
Pour les articles homonymes, voir Taubert et Wilhelm Taubert.
Gottfried Taubert, né à Ronneburg (Thuringe) en 1679 et mort à Zerbst 1746, est un maître à danser allemand.
Il travaille à Danzig et Leipzig où il publie en 1717 un imposant traité sur la danse, Rechtschaffener Tanzmeister (Le Parfait Maître à danser), qui contient notamment la première traduction en allemand de la Chorégraphie de Raoul Feuillet, ainsi que plusieurs danses de Feuillet et Pécour.
Le principal intérêt de l'ouvrage est qu'il démontre la prédominance de la « belle danse » française sur la scène européenne du début du XVIIIe siècle, tout en livrant de précieuses indications sur le répertoire dansé dans les cours d'Allemagne et du nord de l'Europe.